# Erigone whymperi
Erigone whymperi är en spindelart som beskrevs av O. Pickard-Cambridge 1877. Erigone whymperi ingår i släktet Erigone och familjen täckvävarspindlar. Utöver nominatformen finns också underarten E. w. minor.